# Robert de Juliac
Robert de Juliac of Robert de Juilly (overleden: 31 juli 1377) was van 1374 tot aan zijn dood de 31ste grootmeester van de Orde van Sint-Jan van Jeruzalem. Hij volgde in 1374 Raymond Berenger op. Hij zelf werd in 1377 opgevolgd door Juan Fernandez de Heredia.